# Linda Hamilton
Linda Carroll Hamilton (ur. 26 września 1956 w Salisbury) – amerykańska aktorka filmowa i telewizyjna.

## Życiorys

### Wczesne lata
Urodziła się w Salisbury w stanie Maryland jako córka lekarza Carrolla Stanforda Hamiltona. Jej ojciec zmarł, gdy miała pięć lat, a jej matka później wyszła za mąż za szefa policji. Wychowywała się w wierze prawosławnej z siostrą bliźniaczką Leslie Hamilton Gearren, starszą siostrą Laurą i młodszym bratem Fordem. Uczęszczała do Wicomico Middle School. W 1974 roku ukończyła Wicomico High School. Przez dwa lata studiowała na Washington College w Chestertown w Maryland, a podczas studiów, profesor aktorstwa powiedział, że nie widzi dla niej nadziei na karierę aktorską. Potem przeniosła się na studia do Nowego Jorku, gdzie uczestniczyła w warsztatach aktorskich Lee Strasberga.

### Kariera
Od grudnia 1980 do stycznia 1981 grała główną rolę Lisy Rogers w operze mydlanej CBS Secrets of Midland Heights z Lorenzo Lamasem i Marthą Scott. Wkrótce zadebiutowała jako Susan Swayze w dreszczowcu Nicka Castle Tag: The Assassination Game (1982) u boku Roberta Carradine, a w wyniku tego została wymieniona jako jedna z dwunastu „Obiecujących nowych aktorów z 1982 roku” w Screen World, tom 34 Johna Willisa. Zagrała także główną rolę Josie Greenwood w filmie telewizyjnym CBS Country Gold (1982) z Loni Anderson i Earlem Hollimanem.
Po niewielkiej roli Evy Crescent Moon Lady w dramacie Christophera Caina Chłopiec z marmuru (The Stone Boy, 1984) z Robertem Duvallem, Frederikiem Forrestem i Glenn Close, odniosła sukces rolą Sarah Connor w filmie Jamesa Camerona Terminator (The Terminator, 1984) u boku Michaela Biehna i sequelu Terminator 2: Dzień sądu (Terminator 2: Judgement Day, 1991), gdzie jej siostra bliźniaczka, Leslie, była dublerką. Jest widoczna w scenie, gdy Sarah przypomina sobie zabawę z Johnem w parku oraz gdy T-1000 imituje postać Sary. W oryginalnym scenariuszu Terminator jej postać, Sarah Connor, miała 19 lat, a Linda w momencie rozpoczęcia zdjęć do filmu miała lat 27, a zanim film został opublikowany skończyła 28. Na planie Terminatora skręciła kostkę, która z powodu bardzo wielu scen biegowych w filmie nie wyleczyła się całkowicie.
Wystąpiła w melodramacie ABC Klub w kurorcie (Club Med, 1986) z Jackiem Scalią i Patrickiem Macnee, dreszczowcu Wschód Czarnego Księżyca (Black Moon Rising, 1986) z Tommym Lee Jonesem, komedii Jamesa Orra Pan Przeznaczenie (Mr. Destiny, 1990) z Jamesem Belushim i Michaelem Caine’em oraz dramacie katastroficznym Rogera Donaldsona Góra Dantego (Dante’s Peak, 1997) u boku Pierce’a Brosnana.
Uczestniczyła w castingu do roli kapitan Kathryn Janeway w Star Trek: Voyager, którą otrzymała ostatecznie Kate Mulgrew. W 1988 i 1989 roku zdobyła nominację do Złotego Globu za rolę Catherine Chandler w serialu CBS Piękna i Bestia (Beauty and the Beast, 1987–1990) z Ronem Perlmanem, z którym ponowie spotkała się na planie dramatu Zagubiony w Ameryce (Missing in America, 2005).
Grała też w 4 i 5 sezonie w sitcomie pod tytułem Chuck (2010–2012), gdzie wcielała się w rolę Mary Bartowski – matki Chucka.
Po ponad dwudziestu latach powróciła do roli Sary Connor we współtworzonym przez Jamesa Camerona szóstym filmie z serii Terminator pt. Terminator: Mroczne przeznaczenie (2019).

## Życie prywatne
19 grudnia 1982 wyszła za mąż za aktora Bruce’a Abbotta, z którym ma syna Daltona Abbotta (ur. 4 października 1989). Ujawniła, że cierpiała na zaburzenia afektywne dwubiegunowe, co zniszczyło jej małżeństwo. 28 grudnia 1989 doszło do rozwodu. 26 lipca 1997 poślubiła reżysera i scenarzystę Jamesa Camerona. Mają córkę Josephine Archer (ur. 15 lutego 1993). Jednak 16 grudnia 1999 rozwiedli się.

## Filmografia
- 1980: Rape And Marriage: The Rideout Case jako Greta Rideout
- 1980–1981: Secrets of Midland Heights jako Lisa Rogers
- 1982: Country Gold jako Josie Greenwood
- 1984: The Stone Boy jako Ewa Crescent Moon
- 1984: Dzieci kukurydzy jako Vicky Baxter
- 1984: Terminator jako Sarah Connor
- 1985: Secret Weapons jako Lena Koslov
- 1986: King Kong żyje jako Amy Franklin
- 1986: Black Moon Rising jako Nina
- 1986: Napisała: Morderstwo jako Carol McDermott, seria 2, odcinek 20
- 1988: Światełko w tunelu jako Claire Madison
- 1990: Pan Przeznaczenie jako Ellen Burrows
- 1991: Terminator 2: Dzień sądu jako Sarah Connor
- 1994: Silent Fall jako Karen Rainer
- 1995: A Mother’s Prayer jako Rosemary
- 1995: Separate Lives jako Lauren Porter/Lena
- 1996: T2 3D: Battle across Time jako Sarah Connor
- 1997: Shadow Conspiracy jako Amanda Givens
- 1997: Góra Dantego jako Rachel Wando
- 1998: Point Last Seen jako Rachel Harrison
- 1998: Rescuers: Stories of Courage: Two Couples jako Marie Taquet
- 1998: On the Line  jako Jean Martin
- 1999: The Color of Courage jako Anna Sipes
- 1999: The Secret Life of Girls jako Ruby Sanford
- 2000: Sex & Mrs. X jako Joanna Scott
- 2001: Skeletons in the Closet jako Tina Conway
- 2001: Bailey's Mistake jako Liz Donovan
- 2002: Silent Night jako Elisabeth Vincken
- 2003: Wholey Moses jako Valerie
- 2004: Jonah jako June
- 2005: The Kid & I jako Susan Mandeville
- 2005: Smile jako Bridget
- 2005: Missing in America jako Kate
- 2006: Home by Christmas jako Julie Bedford
- 2006: Broken jako Karen
- 2009: Hard Times jako Cory
- 2010: Refuge jako Amelia Philips
- 2010–2012: Chuck jako Mary Elizabeth Bartowski
- 2014–2015: Defiance jako Pilar
- 2019: Terminator: Mroczne przeznaczenie jako Sarah Connor[8]